# A1 Ethniki 2022-23
La A1 Ethniki 2022-23, conocida por motivos de patrocinio como Stoiximan Basket League, fue la edición número 83 de la liga griega y la número 31 con el formato actual y la denominación de A1 Ethniki, la máxima competición de baloncesto de Grecia. La temporada regular comenzó el 8 de octubre de 2022 y terminó en junio de 2023. El campeón fue el Olympiacos, que lograba así su decimocuarto título.

## Equipos temporada 2022-23
La planificación de la temporada era para 14 equipos, uno más que la temporada anterior, con un único descenso y dos ascensos de la A2 Ethniki, pero no solo no aumentó el número de equipos, sino que decreció a 12, tras dos salidas inesperadas de sendos equipos.
El Larisa B.C., que acabó en cuarta posición la temporada anterior, decidió no participar por motivos económicos. Ascendieron el ASK Karditsas B.C. y el A.E. Psychiko, pero este último causó finalmente baja, también por motivos económicos.
| Club              | Ciudad             | Pabellón                                  | Cap.   | Temp. |
| ----------------- | ------------------ | ----------------------------------------- | ------ | ----- |
| AEK               | Atenas             | Centro Olímpico Ano Liossia               | 8327   | 57    |
| Apollon Patras    | Patras             | Pavellón de Apollon Patras                | 3500   | 34    |
| Aris              | Salónica           | Alexandrio Melathron                      | 5090   | 60    |
| Ionikos Nikaias   | El Pireo (Níkea)   | Pavellón de Níkea «Platón»                | 1206   | 16    |
| Karditsas         | Karditsa           | Nuevo pabellón de Karditsa «Y. Bourousis» | 3007   | 1     |
| Kolossos          | Rodas              | Pale de sport «Kallithea»                 | 1400   | 17    |
| Lavrio Megabolt   | Lavrio             | Pavellón de Lavrio                        | 1700   | 8     |
| Olympiacos        | El Pireo           | Estadio de la Paz y la Amistad (SEF)      | 12 000 | 55    |
| Panathinaikos     | Atenas             | Olympic Indoor Hall                       | 18 500 | 60    |
| PAOK              | Salónica           | PAOK Sports Arena                         | 8162   | 59    |
| Peristeri         | Atenas (Peristeri) | Pavellón «Andreas Papandréu»              | 4000   | 24    |
| Promitheas Patras | Patras             | Pavellón «Dimitris Tofalos»               | 5500   | 7     |

## Temporada regular
Actualizado:11 de abril de 2023
| Pos. | Equipo              | PJ | G  | P  | PF   | PC   | DP   | Pts | Clasificación o descenso |
| ---- | ------------------- | -- | -- | -- | ---- | ---- | ---- | --- | ------------------------ |
| 1    | Olympiacos El Pireo | 22 | 22 | 0  | 2029 | 1567 | +462 | 44  | Accede a Playoffs        |
| 2    | Panathinaikos       | 22 | 16 | 6  | 1862 | 1571 | +291 | 38  | Accede a Playoffs        |
| 3    | Peristeri           | 22 | 14 | 8  | 1852 | 1731 | +121 | 36  | Accede a Playoffs        |
| 4    | PAOK                | 22 | 13 | 9  | 1764 | 1701 | +63  | 35  | Accede a Playoffs        |
| 5    | Promitheas Patras   | 22 | 12 | 10 | 1687 | 1708 | −21  | 34  | Accede a Playoffs        |
| 6    | AEK                 | 22 | 12 | 10 | 1668 | 1686 | −18  | 34  | Accede a Playoffs        |
| 7    | Kolossos            | 22 | 11 | 11 | 1718 | 1735 | −17  | 33  | Accede a Playoffs        |
| 8    | Aris                | 22 | 11 | 11 | 1735 | 1679 | +56  | 33  | Accede a Playoffs        |
| 9    | Lavrio              | 22 | 7  | 15 | 1677 | 1817 | −140 | 29  |                          |
| 10   | Karditsas           | 22 | 5  | 17 | 1584 | 1800 | −216 | 27  |                          |
| 11   | Apollon Patras      | 22 | 5  | 17 | 1530 | 1745 | −215 | 27  |                          |
| 12   | Ionikos Nikaias     | 22 | 4  | 18 | 1623 | 1989 | −366 | 26  | Descenso a A2 Ethniki    |

 Fuente: ESAKE

### Playoffs
|  | Cuartos de final  | Cuartos de final |               |   | Semifinales            | Semifinales            |  |  | Final | Final |
|  |                   |                  |               |   |                        |                        |  |  |       |       |
|  |                   |                  |               |   |                        |                        |  |  |       |       |
|  |                   |                  |               |   |                        |                        |  |  |       |       |
|  | Olympiacos        | 2                |               |   |                        |                        |  |  |       |       |
|  | Olympiacos        | 2                |               |   |                        |                        |  |  |       |       |
|  | Aris              | 0                |               |   |                        |                        |  |  |       |       |
|  | Aris              | 0                | Olympiacos    | 3 |                        |                        |  |  |       |       |
|  |                   |                  | Olympiacos    | 3 |                        |                        |  |  |       |       |
|  |                   | PAOK             | 0             |   |                        |                        |  |  |       |       |
|  | PAOK              | PAOK             | 0             | 2 |                        |                        |  |  |       |       |
|  | PAOK              |                  |               | 2 |                        |                        |  |  |       |       |
|  | Promitheas Patras | 1                |               |   |                        |                        |  |  |       |       |
|  | Promitheas Patras | 1                | Olympiacos    | 3 |                        |                        |  |  |       |       |
|  |                   |                  | Olympiacos    | 3 |                        |                        |  |  |       |       |
|  |                   | Panathinaikos    | 1             |   |                        |                        |  |  |       |       |
|  | Panathinaikos     | Panathinaikos    | 1             | 2 |                        |                        |  |  |       |       |
|  | Panathinaikos     |                  |               | 2 |                        |                        |  |  |       |       |
|  | Kolossos          | 0                |               |   |                        |                        |  |  |       |       |
|  | Kolossos          | 0                | Panathinaikos | 3 |                        |                        |  |  |       |       |
|  |                   |                  | Panathinaikos | 3 |                        |                        |  |  |       |       |
|  |                   | Peristeri        | 2             |   | Tercer y cuarto puesto | Tercer y cuarto puesto |  |  |       |       |
|  | Peristeri         | Peristeri        | 2             | 2 | Tercer y cuarto puesto | Tercer y cuarto puesto |  |  |       |       |
|  | Peristeri         |                  |               | 2 |                        |                        |  |  |       |       |
|  | AEK               | 0                |               |   |                        |                        |  |  |       |       |
|  | AEK               | 0                | PAOK          | 0 |                        |                        |  |  |       |       |
|  |                   |                  |               |   |                        |                        |  |  |       |       |
|  | Peristeri         | 3                |               |   |                        |                        |  |  |       |       |
|  | Peristeri         | 3                |               |   |                        |                        |  |  |       |       |